# Soleichthys oculofasciatus
Soleichthys oculofasciatus är en fiskart som beskrevs av Munroe och Menke 2004. Soleichthys oculofasciatus ingår i släktet Soleichthys och familjen tungefiskar. Inga underarter finns listade i Catalogue of Life.